# Championnat d'Autriche de football de troisième division
Pour les articles homonymes, voir Regionalliga.
La Regionalliga (au pluriel Regionalligen, signifie Ligue régionale en allemand) est la troisième division la plus élevée du football autrichien, après la Bundesliga autrichienne et la 2. Liga. Elle est divisée en 3 groupes répartis géographiquement : 
- Est (Regionalliga Ost), couvrant les Länder de Vienne, de Basse-Autriche et du Burgenland
- Centrale (Regionalliga Mitte), couvrant les lands de Styrie, de Carinthie, de Haute-Autriche et de l'enclave du Tyrol oriental
- Ouest (Regionalliga West), couvrant les lands de Salzbourg, du Tyrol (à l'exception du Tyrol oriental) et du Vorarlberg.

## Histoire

### Tauernliga et Arlbergliga
Avec l'introduction de la Staatsliga A comme première division et de la Staatsliga B comme deuxième division du football autrichien lors de la saison 1949-1950, les équipes des lands autrichiens furent également autorisées à jouer pour la première fois dans les ligues les plus élevées depuis la fin de la seconde guerre mondiale. Cela impliquait également un changement de la structuration du football amateur autrichien. Alors que les équipes de football d'Autriche centrale et d'Autriche de l'est jouaient dans leurs ligues nationales respectives, à partir desquelles les champions étaient promus soit directement, soit par des barrages de promotion (Relegationsspiele en allemand) en Staatsliga B, les états de l'ouest ne participaient pas à la Staatsliga B.
En 1949-1950, les équipes du land de Carinthie et de Salzbourg, qui ont déjà joué en Tauernliga, ont été réparti à partir de la saison 1955-1956 à 1958-1959 dans la Tauernliga Sud (Carinthie) et la Tauernliga Nord (Salzbourg). D'un autre côté il y a l'Arlbergliga, qui, de 1950-1951 à 1959-1960, a accueilli les clubs du land du Tyrol et de l'état du Vorarlberg. Ces ligues peuvent être considérées comme des deuxièmes divisions (en dehors de la Staatsliga B) puisque les champions s'affrontent dans un match donnant un accès direct pour la promotion en Staatsliga A.

### Champions
| Année | Tauernliga            | Tauernliga Süd | Tauernliga Nord      | Arlbergliga             |
| ----- | --------------------- | -------------- | -------------------- | ----------------------- |
| 1950  | Villacher SV          | ---            | ---                  | ---                     |
| 1951  | Klagenfurter AC       | ---            | ---                  | SC Schwarz-Weiß Bregenz |
| 1952  | Salzburger AK 1914    | ---            | ---                  | SC Schwarz-Weiß Bregenz |
| 1953  | SV Austria Salzbourg  | ---            | ---                  | Innsbrucker AC          |
| 1954  | WSG Radenthein        | ---            | ---                  | SC Schwarz-Weiß Bregenz |
| 1955  | SK Austria Klagenfurt | ---            | ---                  | FC Dornbirn 1913        |
| 1956  | ---                   | WSG Radenthein | SK Bischofshofen     | SC Schwarz-Weiß Bregenz |
| 1957  | ---                   | WSG Radenthein | SK Bischofshofen     | SC Schwarz-Weiß Bregenz |
| 1958  | ---                   | WSG Radenthein | SV Austria Salzbourg | FC Lustenau 07          |
| 1959  | ---                   | WSG Radenthein | SV Austria Salzbourg | FC Lustenau 07          |
| 1960  | ---                   | ---            | Salzburger AK 1914*  | FC Dornbirn 1913        |

- En 1960, les équipes de Carinthie jouaient déjà dans la Regionalliga Mitte et les clubs du Tyrol et du Vorarlberg étaient toujours dans l'Arlbergliga. C'est pour cette raison que le champion de la Salzburger Landesliga était en droit de refuser les matches de qualification contre le champion de l'Arlbergliga.

### La Regionalliga et l'Alpenliga

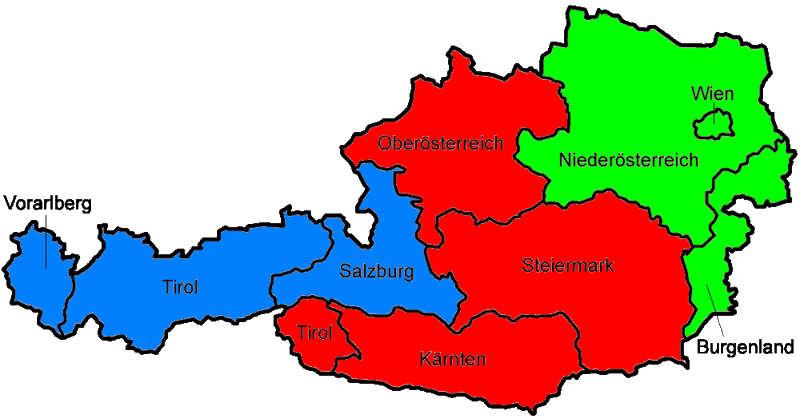
Couvertures de chaque ligue régionale : en bleu la Regionalliga West, en rouge la Regionalliga Mitte et en vert la Regionalliga Ost.

Au cours de la saison 1959-1960, les championnats régionaux de l'Est et du Centre ont été créés et un an plus tard, la division de l'Ouest. Les Regionalligen comptait jusqu'à la saison 1973-1974 comme la deuxième division de football en Autriche. Les champions respectifs ont été autorisés à être promus directement au plus haut niveau du football autrichien. En 1974-1975, l'introduction de la première et de la deuxième division professionnelle autrichienne a eu lieu, avec dans chaque championnat 10 clubs, et la suppression des championnats régionaux de l'Ouest et du Centre. Pour la promotion en 2e Bundesliga, le champion de la Regionalliga de l'Est a été autorisé à être promu directement, et les champions des ligues nationales (Landesligen en allemand) des lands de Salzbourg, du Tyrol, du Vorarlberg, de la Carinthie, Haute-Autriche et la Styrie, ces Play-Offs devait être complété dans chaque cas. Au cours de la saison 1977-1978, les lands de Salzbourg, du Tyrol et du Vorarlberg ont fusionné leur Landesligen avec l'Alpenliga en tant que troisième division. Au cours de la saison 1980-1981, la Regionalliga West a de nouveau été défini comme troisième division. La Regionalliga Ost n'a pas eu lieu de 1980-1981 à 1983-1984 et ce n'est qu'au cours de la saison suivante qu'il sera réintroduit. Jusqu'à la saison 1995-1996, les champions des Regionalligen de l'Ouest et de l'Est obtiennent une promotion directe en 2e Bundesliga. La Regionalliga Mitte, cependant, ne sera réintroduite qu'à partir de la saison 1994-1995. Les champions des championnats régionaux, les associations nationales de football (Landesverbande en allemand) de Haute-Autriche, Carinthie (avec le Tyrol oriental) et la Styrie ont vu leur seule place de promotion en deuxième division décidée lors de matchs de barrage.
Entre les saisons 1996-1997 et 2003-2004, les trois champions de Regionalligen ainsi que le dernier d'Erste Liga (depuis le changement de nom de la Première Division en Erste Liga, la deuxième plus haute division d'Autriche) disputent des matchs de playoff pour obtenir les deux places de promotion/relégation restantes. Après une expansion de la Première Division à douze clubs, il a été décidé que - à partir de la saison 2005-2006 - en raison de la privation des licences de ligue professionnelle (à l'époque il y avait 10 places), les vainqueurs des ligues régionales seraient directement promues. La deuxième division autrichienne s'est réduite à dix équipes en 2009-2010, ainsi le nombre de promotions et de relégations du deuxième niveau a été réduit à deux. Jusqu'en 2013-2014, un vainqueur de la division régionale jouait contre la dernière équipe d'Erste Liga, tandis que les autres vainqueurs de la conférence disputaient l'autre place de promotion.
Jusqu'en 2014-2015, deux équipes étaient reléguées et promues en Erste Liga. En 2014-2015, les champions de l'Ouest ont été directement promus tandis que ceux de l'Est et du Centre se disputaient l'autre place de promotion. En 2015-2016, les trois vainqueurs de division ont été promus pour combler les postes vacants au deuxième niveau  et en 2016-2017, seuls les vainqueurs de la Regionalliga Mitte ont été promus, les champions de l'Est et de l'Ouest ayant refusé leur promotion. À la fin de la saison 2017-2018, les trois champions de la Regionalliga et les six autres équipes licenciées ont été promues lorsque la deuxième division, aujourd'hui la Deuxième Ligue (2.Liga en allemand), est passée de 10 à 16 clubs.

### Champions (1960-2019)
| Année  | Regionalliga Est                                                                          | Regionalliga Centre                                                                       | Regionalliga Ouest                                                                        |
| (Jahr) | (Regionalliga Ost)                                                                        | (Regionalliga Mitte)                                                                      | (Regionalliga West)                                                                       |
| ------ | ----------------------------------------------------------------------------------------- | ----------------------------------------------------------------------------------------- | ----------------------------------------------------------------------------------------- |
| 1960   | 1. Schwechater SC                                                                         | SV Stickstoff Linz                                                                        | ---                                                                                       |
| 1961   | SK Admira Vienne                                                                          | Kapfenberger SV                                                                           | Salzburger AK 1914                                                                        |
| 1962   | SC Wacker Vienne                                                                          | SK Austria Klagenfurt                                                                     | SV Austria Salzburg                                                                       |
| 1963   | 1. Wiener Neustädter SC                                                                   | Kapfenberger SV                                                                           | FC Dornbirn 1913                                                                          |
| 1964   | SC Wacker Vienne                                                                          | SK Sturm Graz                                                                             | FC Wacker Innsbruck                                                                       |
| 1965   | 1. Simmeringer SC Vienne                                                                  | SK Austria Klagenfurt                                                                     | SV Austria Salzburg                                                                       |
| 1966   | SC Wacker Vienne                                                                          | SK Sturm Graz                                                                             | SC Schwarz-Weiß Bregenz                                                                   |
| 1967   | SC Eisenstadt                                                                             | WSG Radenthein                                                                            | SV Austria Salzburg                                                                       |
| 1968   | SC Wacker Vienne                                                                          | WSV Donawitz                                                                              | WSG Wattens                                                                               |
| 1969   | First Vienna FC 1894                                                                      | SK VÖEST Linz                                                                             | FC Dornbirn 1913                                                                          |
| 1970   | 1. Simmeringer SC Wien                                                                    | WSG Radenthein                                                                            | SC Schwarz-Weiß Bregenz                                                                   |
| 1971   | SC Eisenstadt                                                                             | WSV Donawitz                                                                              | SK Bischofshofen                                                                          |
| 1972   | ESV Admira Wiener Neustadt                                                                | SK Austria Klagenfurt                                                                     | SC Schwarz-Weiß Bregenz                                                                   |
| 1973   | 1. Simmeringer SC Wien                                                                    | WSG Radenthein                                                                            | FC Rätia Bludenz                                                                          |
| 1974   | SV Heid Stockerau                                                                         | Kapfenberger SV                                                                           | FC Dornbirn 1913                                                                          |
| 1975   | SC Tulln                                                                                  | ---                                                                                       | ---                                                                                       |
| 1976   | Kremser SC                                                                                | ---                                                                                       | ---                                                                                       |
| 1977   | ASV Kittsee                                                                               | ---                                                                                       | ---                                                                                       |
| 1978   | Favoritner AC Vienne                                                                      | ---                                                                                       | USK Anif                                                                                  |
| 1979   | SV Heid Stockerau                                                                         | ---                                                                                       | SpG Innsbruck                                                                             |
| 1980   | SC Neusiedl 1919                                                                          | ---                                                                                       | Salzburger AK 1914                                                                        |
| 1981   | ---                                                                                       | ---                                                                                       | ASK Salzburg                                                                              |
| 1982   | ---                                                                                       | ---                                                                                       | IG Bregenz/Dornbirn                                                                       |
| 1983   | ---                                                                                       | ---                                                                                       | SC Kufstein                                                                               |
| 1984   | ---                                                                                       | ---                                                                                       | USV Salzburg                                                                              |
| 1985   | 1. Schwechater SC                                                                         | ---                                                                                       | IG Bregenz/Dornbirn II                                                                    |
| 1986   | VfB Union Mödling                                                                         | ---                                                                                       | SC Kufstein                                                                               |
| 1987   | VSE St. Pölten                                                                            | ---                                                                                       | USV Salzburg                                                                              |
| 1988   | SV Stockerau                                                                              | ---                                                                                       | FC Dornbirn 1913                                                                          |
| 1989   | ASV Austria Vösendorf                                                                     | ---                                                                                       | WSG Wattens                                                                               |
| 1990   | SR Donaufeld Vienne                                                                       | ---                                                                                       | FC Salzburg                                                                               |
| 1991   | Favoritner AC Vienne                                                                      | ---                                                                                       | SC Rheindorf Altach                                                                       |
| 1992   | SV Oberwart                                                                               | ---                                                                                       | ASVÖ FC Puch bei Hallein                                                                  |
| 1993   | 1. Wiener Neustädter SC                                                                   | ---                                                                                       | FC Kufstein                                                                               |
| 1994   | ASK Klingenbach                                                                           | ---                                                                                       | SC Austria Lustenau                                                                       |
| 1995   | Favoritner AC Wien                                                                        | SAK Klagenfurt                                                                            | WSG Wattens                                                                               |
| 1996   | SV Stockerau                                                                              | TSV Hartberg                                                                              | SC Schwarz-Weiß Bregenz                                                                   |
| 1997   | ASK Kottingbrunn                                                                          | SK Eintracht Wels                                                                         | SC Rheindorf Altach                                                                       |
| 1998   | SC Untersiebenbrunn                                                                       | SK Austria Klagenfurt/VSV                                                                 | SV Wörgl                                                                                  |
| 1999   | SC Untersiebenbrunn                                                                       | TSV Hartberg                                                                              | WSG Wattens                                                                               |
| 2000   | SV Mattersburg                                                                            | BSV Bad Bleiberg                                                                          | FC Lustenau 07                                                                            |
| 2001   | ASK Kottingbrunn                                                                          | ASKÖ Pasching                                                                             | FC Lustenau 07                                                                            |
| 2002   | Wiener Sport-Klub                                                                         | Kapfenberger SV                                                                           | FC Hard                                                                                   |
| 2003   | SV Schwechat                                                                              | FC Blau-Weiß Linz                                                                         | SPG WSG Wattens/FC Wacker Tirol                                                           |
| 2004   | SC-ESV Parndorf 1919                                                                      | FC Gratkorn                                                                               | SC Rheindorf Altach                                                                       |
| 2005   | FK Austria Wien Amateure                                                                  | SC Schwanenstadt                                                                          | FC Kufstein                                                                               |
| 2006   | SC-ESV Parndorf 1919                                                                      | TSV Hartberg                                                                              | FC Lustenau 07                                                                            |
| 2007   | ASK Schwadorf                                                                             | SV Bad Aussee                                                                             | Red Bull Salzburg Amateure                                                                |
| 2008   | SKN St. Pölten                                                                            | 1. FC Vöcklabruck                                                                         | SV Grödig                                                                                 |
| 2009   | First Vienna FC                                                                           | TSV Hartberg                                                                              | FC Dornbirn 1913                                                                          |
| 2010   | FC Waidhofen/Ybbs                                                                         | Wolfsberger AC                                                                            | SV Grödig                                                                                 |
| 2011   | SC-ESV Parndorf 1919                                                                      | LASK Juniors                                                                              | Red Bull Juniors                                                                          |
| 2012   | SV Horn                                                                                   | Grazer AK                                                                                 | WSG Wattens                                                                               |
| 2013   | SC-ESV Parndorf 1919                                                                      | LASK Linz                                                                                 | FC Liefering                                                                              |
| 2014   | Floridsdorfer AC                                                                          | LASK Linz                                                                                 | SV Austria Salzburg                                                                       |
| 2015   | SC Ritzing                                                                                | SK Austria Klagenfurt                                                                     | SV Austria Salzburg                                                                       |
| 2016   | SV Horn                                                                                   | FC Blau-Weiß Linz                                                                         | WSG Wattens                                                                               |
| 2017   | First Vienna FC                                                                           | TSV Hartberg                                                                              | USK Anif                                                                                  |
| 2018   | SV Horn                                                                                   | SV Lafnitz                                                                                | USK Anif                                                                                  |
| 2019   | ASK Ebreichsdorf                                                                          | Grazer AK                                                                                 | FC Dornbirn 1913                                                                          |
| 2020   | Aucun champions pour ces saisons, arrêtées à cause de la pandémie de Covid-19 en Autriche | Aucun champions pour ces saisons, arrêtées à cause de la pandémie de Covid-19 en Autriche | Aucun champions pour ces saisons, arrêtées à cause de la pandémie de Covid-19 en Autriche |
| 2021   | Aucun champions pour ces saisons, arrêtées à cause de la pandémie de Covid-19 en Autriche | Aucun champions pour ces saisons, arrêtées à cause de la pandémie de Covid-19 en Autriche | Aucun champions pour ces saisons, arrêtées à cause de la pandémie de Covid-19 en Autriche |
| 2022   | First Vienna FC                                                                           | Sturm Graz Amateur                                                                        | SC Schwaz                                                                                 |
| 2023   | SV Stripfing/Weiden                                                                       | DSV Leoben                                                                                | SC Schwarz-Weiß Bregenz                                                                   |
| 2024   | SK Rapid Vienne II                                                                        | ASK Voitsberg                                                                             | Austria Salzbourg                                                                         |
| 2025   | SR Donaufeld Wien                                                                         | FC Hertha Wels                                                                            | Austria Salzbourg                                                                         |